# Saint-Bonnet-des-Quarts
Saint-Bonnet-des-Quarts é uma comuna francesa na região administrativa de Auvérnia-Ródano-Alpes, no departamento de Loire. Estende-se por uma área de 32,45 km². Em 2010 a comuna tinha 322 habitantes (densidade: 9,9 hab./km²).